# Theatres des Vampires
A Theatres des Vampires (A vámpírok színháza) nevű olasz gótikus metal együttes 1994-ben alakult meg Rómában. Karrierjük kezdetén melodikus black metalt játszottak.
A zenekart Alessandro Nunziatti ("Lord Vampyr") alapította, miután elhagyta a "VII Arcano" nevű zenekart. Ő az évek alatt kilépett a Theatres des Vampires-ből. Jellemző a zenekarra a vámpírok iránti érdeklődés, mint ezt a nevük is mutatja. Egy időben "vámpír metal"-nak is hívták emiatt az együttest. A zenekar a portugál Moonspell és a brit Cradle of Filth mellett a gótikus black metal úttörőjének számít.
Tagok: Zimon Lijoi – basszusgitár, vokál, Gabriel Valerio – dobok, vokál, Sonya Scarlet – ének, vokál és Flavio Gianello – gitár.

## Diszkográfia
- Vampyrisme, Nécrophilie, Nécrosadisme, Nécrophagie (1996, 2003-ban újból kiadták Vampyrisme... néven)
- The Vampire Chronicles (1999)
- Bloody Lunatic Asylum (2001)
- Suicide Vampire (2002)
- Nightbreed of Macabria (2004)
- Pleasure and Pain (2005)
- Anima Noir (2008)
- Moonlight Waltz (2011)
- Candyland (2016)